# Reprezentacja Niemiec w koszykówce mężczyzn
Reprezentacja Niemiec w koszykówce mężczyzn – drużyna, która reprezentuje Niemcy w koszykówce mężczyzn. Mistrzowie Europy z 1993 roku, wicemistrzowie z 2005, brązowi medaliści z 2022. W 2002 roku sięgnęli po brązowy medal mistrzostw świata. W 2014 roku, przez kilka miesięcy, tymczasowym trenerem był Emir Mutapčić. We wrześniu 2021 roku trenerem został Gordon Herbert.
W rankingu FIBA reprezentacja Niemiec jest na 11. miejscu (stan na 27 lutego 2023).

## Udział w imprezach międzynarodowych
Aktualna drużyna jest uważana za następcę reprezentacji Niemiec Zachodnich.
- Igrzyska Olimpijskie:
  - 1936 (odpadli w drugiej rundzie)
  - 1972 (12. miejsce)
  - 1984 (8. miejsce)
  - 1992 (7. miejsce)
  - 2008 (10. miejsce)

- Mistrzostwa Świata:
  - 1986 (16. miejsce)
  - 1994 (12. miejsce)
  - 2002 (3. miejsce) 
  - 2006 (8. miejsce)

- Mistrzostwa Europy:
  - 1951 (12. miejsce)
  - 1953 (14. miejsce)
  - 1955 (17. miejsce)
  - 1957 (13. miejsce)
  - 1961 (16 miejsce)
  - 1965 (14. miejsce)
  - 1971 (9. miejsce)
  - 1981 (10. miejsce)
  - 1983 (8. miejsce)
  - 1985 (5. miejsce)
  - 1987 (6. miejsce)
  - 1993 (1. miejsce) 
  - 1995 (10. miejsce)
  - 1997 (12. miejsce)
  - 1999 (7. miejsce)
  - 2001 (4. miejsce)
  - 2003 (9. miejsce)
  - 2005 (2. miejsce) 
  - 2007 (5. miejsce)
  - 2009 (11. miejsce)
  - 2011 (9. miejsce)
  - 2013 (17. miejsce)
  - 2015 (18. miejsce)
  - 2017 (6. miejsce)
  - 2022 (3. miejsce)